# Saint-Péver
 Saint-Péver  (en bretón Sant-Pever) es una población y comuna francesa, situada en la región de Bretaña, departamento de Côtes-d'Armor, en el distrito de Guingamp y cantón de Plouagat.

## Demografía
| 351 | 358 | 329 | 303 | 316 | 328 |
| Para los censos de 1962 a 1999 la población legal corresponde a la población sin duplicidades (Fuente: INSEE [Consultar]) |     |     |     |     |     |